# Hermann Simon (Manager)

Hermann Simon, 2009

Hermann Simon (* 10. Februar 1947 in Hasborn) ist ein deutscher Unternehmensberater und Unternehmer. Simon ist ehemaliger Wirtschaftsprofessor, Autor, Referent sowie seit 1988 Kolumnist im manager magazin.

## Werdegang
Simon wuchs auf einem Bauernhof in der Eifel auf. 1966 absolvierte er das Abitur am Cusanus-Gymnasium in Wittlich. Von 1967 bis 1969 diente er beim Jagdbombergeschwader 33 in Büchel. Er ist Reserveoffizier. Nach dem Studium der Volks- und Betriebswirtschaftslehre in Köln und Bonn von 1969 bis 1973 wurde er 1976 promoviert. 1979 habilitierte er sich bei Horst Albach in Bonn.

## Universitäre Laufbahn
Von 1979 bis 1989 lehrte Simon Betriebswirtschaftslehre und Marketing an der Universität Bielefeld, von 1989 bis 1995 an der Johannes Gutenberg-Universität in Mainz. Von 1984 bis 1986 war er zudem Präsident der European Marketing Academy und von 1985 bis 1988 Wissenschaftlicher Direktor des Universitätsseminars der Wirtschaft, heute European School of Management and Technology.
Als Gastprofessor lehrte er an zahlreichen Hochschulen: 1978 am Massachusetts Institute of Technology, 1979 am Institut für Höhere Studien in Wien, 1983 an der Keiō-Universität in Tokio, 1984 an der Stanford University, am INSEAD in Fontainebleau (1980–1985), an der Harvard Business School (1988–1989) und der London Business School (1991–2002).
Simon publizierte in wissenschaftlichen Zeitschriften wie Management Science und Journal of Marketing Research sowie in praxisorientierteren Zeitschriften wie Harvard Business Review und MIT Sloan Management Review. Im Jahr 1995 beendete Simon seine akademische Laufbahn.

## Unternehmensgründer
Im Jahre 1985 gründete Simon das Beratungsunternehmen Simon-Kucher & Partners, eine international tätige Unternehmensberatung mit Hauptsitz in Bonn. Das Unternehmen ist auf Wachstumsstrategien, Preisgestaltung (Pricing), Vertrieb und digitale Transformation spezialisiert. Im Jahr 2024 erzielte Simon-Kucher einen weltweiten Umsatz von 572 Millionen Euro. Weltweit beschäftigt die Beratung über 2.100 Mitarbeitende in 46 Büros in 31 Ländern.
Zu den strategischen Wachstumsfeldern zählen insbesondere Healthcare, Konsumgüter sowie Technologie und Telekommunikation. 2024 wurden 28 neue Partnerinnen und Partner ernannt. Simon-Kucher wurde mehrfach ausgezeichnet, u. a. von Forbes als eine der weltweit besten Unternehmensberatungen sowie von Vault für Spitzenleistungen in den Bereichen Pricing und Sales & Marketing in der EMEA-Region.
Das Unternehmen gilt als führend im Bereich Monetarisierungsberatung und setzt verstärkt auf digitale Lösungen wie die eigene KI-Plattform „Simon-Kucher Engine“. Simon war von 1995 bis 2009 Vorsitzender der Geschäftsführung. Seit 2009 war er Chairman von Simon-Kucher, mit Vollendung des 70. Lebensjahres wurde er „Honorary Chairman“. Zudem war Simon Mitgründer von „Helikos“, der ersten Special-purpose acquisition company (SPAC) an einer deutschen Börse.

## Autor
Simon ist Autor von mehr als 40 Büchern, die in 31 Sprachen veröffentlicht wurden. Seine Bücher zu Preismanagement sind weltweit zu Standardwerken geworden.
Besonders intensiv hat er sich mit sonst nur der Fachwelt bekannten, mittelständischen Weltmarktführern befasst, für die er den Begriff „Hidden Champions“ prägte. Er prägte außerdem 1995 das Schlagwort „Servicewüste“.

## Ehrungen und Auszeichnungen
Simon ist Träger des Praktikerpreises 2009 der Erich-Gutenberg-Arbeitsgemeinschaft „für die Verbindung von Unternehmenstheorie und Wirtschaftspraxis“. Für das Werk „Preismanagement“ (2010) erhielt Simon gemeinsam mit Martin Fassnacht den Georg-Bergler-Preis für Absatzwirtschaft. Des Weiteren ist Simon 2012 Preisträger des Business-to-Business-Service-Awards der Lünendonk GmbH in der Kategorie Lebenswerk. Der Verband der Hochschullehrer für Betriebswirtschaft verlieh Simon den Preis „Wissenschaftsorientierter Unternehmer des Jahres 2012“. Im selben Jahr erhielt Hermann Simon den Preis „Mittelstands-Buch 2012“ der Oskar-Patzelt-Stiftung. 2013 verlieh die französische Académie des Sciences Morales et Politiques Simon zusammen mit Stéphan Guinchard den Prix Zerilli Marimo. Etwas später erhielt Simon – wiederum zusammen mit Stéphan Guinchard den zweitplatzierten Prix de la Fondation ManpowerGroup pour l’emploi, den die Fondation ManpowerGroup zusammen mit Schülern der École des hautes études commerciales de Paris verleiht.
Simon erhielt 2009 ein Ehrendoktorat der slowenischen IEDC-Bled School of Management, in deren „IEDC International Advisory Board“ er Einsitz nimmt und wo er regelmäßig Vorträge hält.
2011 verlieh ihm die Universität Siegen, 2012 die Akademia Leona Koźmińskiego in Warschau je einen weiteren Ehrendoktor.
Seit 2019 ist Simon Ehrenpräsident des Verbandes Deutscher Hidden Champions e. V.
In China ist die 2021 eröffnete Hermann Simon Business School nach ihm benannt.

## Schriften
- Preismanagement: Strategie - Analyse - Entscheidung - Umsetzung,. 5., vollständig überarbeitete Auflage. Springer Gabler, Wiesbaden 2025, ISBN 978-3-658-45055-7.
- Die Inflation schlagen: Agil, konkret, effektiv. Campus Verlag, Frankfurt am Main 2022, ISBN 978-3-593-51673-8.
- Hidden Champions - Die neuen Spielregeln im chinesischen Jahrhundert. Campus Verlag, Frankfurt am Main 2021, ISBN 978-3-593-51484-0.
- Am Gewinn ist noch keine Firma kaputt gegangen. Campus Verlag, Frankfurt am Main 2020, ISBN 978-3-593-51230-3.
- Zwei Welten, ein Leben: Vom Eifelkind zum Global Player. Campus Verlag, Frankfurt am Main 2018, ISBN 978-3-593-50916-7.
- Preisheiten – Alles was Sie über Preise wissen müssen. Campus, Frankfurt am Main 2013, ISBN 978-3-593-39910-2.
- Hidden Champions – Aufbruch nach Globalia'. Campus, Frankfurt am Main 2012, ISBN 978-3-593-39714-6.
- Die Wirtschaftstrends der Zukunft. Campus, Frankfurt am Main 2011, ISBN 978-3-593-39363-6.
- 33 Sofortmaßnahmen gegen die Krise. Wege für Ihr Unternehmen. Campus, Frankfurt am Main 2009, ISBN 978-3-593-38999-8.
- mit Martin Fassnacht: Preismanagement. Neuauflage. Gabler, Wiesbaden 2009, ISBN 978-3-409-39142-9.
- Hidden Champions des 21. Jahrhunderts. Die Erfolgsstrategien unbekannter Weltmarktführer. Campus, Frankfurt am Main 2007, ISBN 978-3-593-38380-4.
- mit Frank Bilstein und Frank Luby: Der gewinnorientierte Manager. Abschied vom Marktanteilsdenken. Campus, Frankfurt am Main 2006, ISBN 3-593-38113-3.
- Think – Strategische Unternehmensführung statt Kurzfrist-Denke. Campus, Frankfurt am Main 2004, ISBN 3-593-37435-8.
- (Hrsg.) Strategie im Wettbewerb. 50 handfeste Aussagen zur wirksamen Unternehmensführung. FAZ-Buch, Frankfurt am Main 2003, ISBN 3-89981-001-5.
- mit Andreas von der Gathen: Das große Handbuch der Strategieinstrumente. Campus, Frankfurt am Main 2002, ISBN 3-593-36993-1.
- (Hrsg.) Das große Handbuch der Strategiekonzepte. Campus, Frankfurt am Main 2000, ISBN 3-593-36410-7.
- mit Robert J. Dolan: Profit durch Power Pricing. Campus, Frankfurt am Main/New York 1997, ISBN 3-593-35802-6.
- Die heimlichen Gewinner. Campus, Frankfurt am Main/New York 1996, ISBN 3-593-35460-8.
- Simon für Manager. Econ Verlag, Düsseldorf 1991, ISBN 3-430-18524-6.
- Preisstrategien für neue Produkte (= Beiträge zur betriebswirtschaftlichen Forschung. Band 46). Westdeutscher Verlag, Opladen 1976, ISBN 3-531-11378-X (Dissertation Universität Bonn, Rechts- und Staatswissenschaftliche Fakultät, 1976).